# Tomasz Majewski
Tomasz Majewski (ur. 30 sierpnia 1981 w Nasielsku) – polski lekkoatleta specjalizujący się w pchnięciu kulą, działacz sportowy.
Czterokrotny uczestnik igrzysk olimpijskich – w 2004 odpadł w eliminacjach, w 2008 i 2012 zdobył złoty medal, natomiast w 2016 zajął w finale 6. miejsce. Stawał na podium mistrzostw świata, mistrzostw Europy oraz halowych mistrzostw świata i halowych mistrzostw Europy. W 2005 został mistrzem uniwersjady. Dziewięciokrotny (na stadionie i w hali) rekordzista Polski i wielokrotny medalista mistrzostw Polski seniorów. Reprezentant kraju w pucharze Europy, halowym pucharze Europy, drużynowych mistrzostwach Europy, zimowym pucharze w rzutach lekkoatletycznych oraz meczach międzypaństwowych.
W 2008 i 2012 wygrywał plebiscyt Złote Kolce organizowany przez Polski Związek Lekkiej Atletyki i magazyn Sport. W plebiscycie European Athletics na najlepszego lekkoatletę Europy zajął siódme miejsce w roku 2008. Wybrany lekkoatletą lipca 2009 w Europie. Dwukrotnie wybierany do dziesiątki najlepszych polskich sportowców w plebiscycie „Przeglądu Sportowego”. Na koniec roku 2012 zajął szóste miejsce w plebiscycie na europejskiego lekkoatletę roku organizowanym przez European Athletics.
Absolwent Wydziału Nauk Historycznych i Społecznych Uniwersytetu Kardynała Stefana Wyszyńskiego. Za swojego największego sportowego rywala uważa Amerykanina Christiana Cantwella.

## Kariera

### Początki
Pochodzi z małej wioski Słończewo obok Pułtuska. Majewski sportem zajął się w wieku 15 lat. Gdy był dzieckiem, chciał zostać pisarzem, a w szkole podstawowej unikał uczestnictwa w lekcjach wychowania fizycznego. Z rejonu, z którego pochodzi kulomiot, pochodzi wielu wybitnych polskich sportowców w sportach siłowych, takich jak podnoszenie ciężarów. Początkowo Majewski chciał uprawiać koszykówkę. Do trenowania lekkoatletyki zachęcił go brat stryjeczny, który był trenerem biegów i skoków, kiedy Majewski przeniósł się do Ciechanowa, aby podjąć naukę w miejscowym liceum. Początkowo miał zajmować się trójskokiem. Później zajął się rzutem dyskiem, a następnie pchnięciem kulą. Pierwszym trenerem Majewskiego był Witold Suski – w Ciechanowie wraz z kulomiotem trenował także późniejszy wicemistrz olimpijski Piotr Małachowski. W lipcu 1998 Majewski zajął 21. miejsce w eliminacjach pchnięcia kulą podczas Ogólnopolskiej Olimpiady Młodzieży, pół roku później został halowym wicemistrzem Polski juniorów w tej konkurencji. Aby kontynuować treningi na wysokim poziomie, sportowiec przeniósł się do Warszawy.

### 2000–2003
Pierwszy raz w wąskim finale mistrzostw Polski seniorów wystąpił w sezonie 2000, zajmując w Krakowie siódmą lokatę. W 2001 zaczął reprezentować warszawską Skrę, a na mistrzostwach kraju zajął szóste miejsce. Jesienią 2001 jego trenerem przestał być Witold Suski, a został nim Henryk Olszewski. Pierwszy medal – złoty – mistrzostw Polski seniorów zdobył w kolejnym sezonie na zawodach w Szczecinie, podczas których pchnął kulę na odległość 19,33 m. Na koniec 2002 był trzeci w Libercu podczas meczu młodzieżowców Czechy – Polska.
Zimą 2003 zdobył pierwszy medal halowych mistrzostw Polski zajmując w Spale drugie miejsce za zawodnikiem wrocławskiego Śląska Tomaszem Chrzanowskim. W czerwcu 2003 po zajęciu 3. lokaty w Memoriale Janusza Kusocińskiego zadebiutował w seniorskiej reprezentacji Polski podczas zawodów superligi pucharu Europy – we Florencji zajął czwarte miejsce z wynikiem 20,09 m; pierwszy raz w karierze pchając kulą ponad 20 metrów. 4 lipca na stadionie w Bielsku-Białej uzyskał wynik 19,63 m i zdobył drugi w karierze tytuł mistrza Polski seniorów. Dwa tygodnie po krajowym czempionacie Majewski startował w Bydgoszczy na mistrzostwach Europy młodzieżowców (zawodników do lat 23) i na tej imprezie zajął z rezultatem 19,92 m czwarte miejsce przegrywając brązowy medal z reprezentantem Holandii Rutgerem Smithem, który uzyskał wynik 20,18 m. Na uniwersjadzie w Daegu był piąty. Sezon zakończył zdobyciem, 13 września w Białej Podlaskiej, złotego medalu młodzieżowych mistrzostw Polski.

### 2004
Sezon halowy rozpoczął od zwycięstw na zawodach w Spale (7 lutego) oraz Warszawie (14 lutego). 22 lutego z wynikiem 20,01 zdobył w Spale pierwsze w karierze złoto halowych mistrzostw Polski seniorów. Kilkanaście dni później wziął udział w halowych mistrzostwach świata, które odbywały się w Budapeszcie – w eliminacjach uzyskał wynik 20,28, a w finale zajął czwarte miejsce z rezultatem 20,83. Swoim wynikiem Majewski poprawił 18-letni halowy rekord Polski, który wynosił 20,36 i należał do Edwarda Sarula. Czwarte miejsce kulomiota było obok tej samej lokaty żeńskiej sztafety 4 × 400 metrów w składzie Zuzanna Radecka, Monika Bejnar, Małgorzata Pskit i Grażyna Prokopek oraz czwartego miejsca Krystyny Zabawskiej w pchnięciu kulą najlepszym osiągnięciem reprezentacji Polski w stolicy Węgier.
Główną imprezą sezonu letniego były igrzyska olimpijskie – minimum kwalifikacyjne do igrzysk wynosiło w pchnięciu kulą 20,30. Majewski w pierwszej części sezonu letniego wystąpił m.in. na memoriale Janusza Kusocińskiego w Warszawie (trzecie miejsce z wynikiem 19,92), superlidze pucharu Europy w Bydgoszczy (czwarte miejsce z wynikiem 19,90), memoriale Josefa Odložila w Pradze (trzecie miejsce z wynikiem 20,16) oraz na mistrzostwach Polski seniorów w Bydgoszczy gdzie z wynikiem 20,21 zdobył złoty medal. Rezultat lepszy od minimum na igrzyska wywalczył dopiero 31 lipca na Białorusi, pchając 20,52 – o dołączeniu Majewskiego do reprezentacji zadecydował ówczesny prezes Polskiego Komitetu Olimpijskiego Stanisław Stefan Paszczyk. Konkurs kulomiotów na igrzyskach odbywał się w historycznej Olimpii – 18 sierpnia, w eliminacjach, Polak uzyskał wynik 19,55 i ostatecznie został sklasyfikowany na 18. miejscu, nie wywalczając awansu do finału. W dwóch ostatnich startach w sezonie odnosił zwycięstwa – 11 września w Krakowie i tydzień później w Suwałkach.

### 2005
19 lutego został w Spale halowym mistrzem Polski seniorów. W swoim pierwszym występie na halowych mistrzostwach Europy odpadł w eliminacjach – 4 marca w Madrycie uzyskał wynik 19,57 i zajął 10. lokatę w rundzie kwalifikacyjnej.
Sezon letni rozpoczął 3 maja od zwycięstwa w Białymstoku – w starcie tym osiągnął wynik 20,42. W pierwszej części sezonu startował w Polsce oraz 18 czerwca był czwarty we Florencji na zawodach superligi pucharu Europy (z rezultatem 20,13). 24 czerwca w Białej Podlaskiej zdobył kolejny złoty medal mistrzostw Polski seniorów. W lipcu wystartował na mityngach w Gdańsku (Memoriał Józefa Żylewicza), Aarhus i Poznaniu. Na mistrzostwach świata w Helsinkach konkurs pchnięcia kulą odbył się 6 sierpnia – w porannych eliminacjach Majewski uzyskał wynik 20,12, a po południu z rezultatem 20,23 zajął dziewiąte miejsce nie awansując do ścisłego finału, zarezerwowanego dla czołowej ósemki. Po dyskwalifikacji za doping dwóch zawodników Majewski został ostatecznie przesunięty na 7. miejsce. Dwa tygodnie po zawodach w stolicy Finlandii Majewski zdobył pierwszy medal imprezy międzynarodowej – z wynikiem 20,60 został w Izmirze mistrzem uniwersjady. Na koniec sezonu zwyciężył w DécaNation w Paryżu.

### 2006
Sezon halowy rozpoczął od występów zagranicznych w Tampere, Walencji i Düsseldorfie. 26 lutego zdobył złoto halowych mistrzostw Polski, a 5 marca wygrał we francuskim Liévin zawody halowego pucharu Europy. 10 marca podczas rozegranych w Moskwie halowych mistrzostw świata zajął siódme miejsce z rezultatem 20,07 (w eliminacjach był szósty – pchnął 20,19, po późniejszej dyskwalifikacji Michniewicza przesunął się na 6. miejsce w konkursie i 5. w eliminacjach). Pierwszy start na stadionie w roku 2006 odnotował już 19 marca, kiedy to zajął trzecią lokatę w zawodach zimowego pucharu Europy w rzutach w Izraelu.
W sezonie letnim pierwszy raz wystartował 28 maja w Hengelo, gdzie osiągnął wynik 20,14. W czerwcu brał udział w mityngach w Bydgoszczy, Saragossie, Gateshead i Warszawie. Podczas zawodów superligi pucharu Europy w Maladze był szósty. W lipcu wystartował tylko dwukrotnie – 1 lipca był pierwszy w Cork, a dzień później był trzeci na mityngu w Stadskanaal. Na mistrzostwach Europy w Göteborgu pchnięcie kulą odbyło się 7 sierpnia – Majewski w eliminacjach uzyskał dziewiąty wynik (19,74), a w finale uzyskał w swojej najlepszej próbie rezultat 19,85 (w drugiej kolejce – kolejne trzy pchnięcia miał spalone, a z szóstej próby zrezygnował) i został sklasyfikowany na ósmej lokacie (po dyskwalifikacji za doping dwóch wyżej sklasyfikowanych rywali przesunął się na 6. miejsce). Po europejskim czempionacie wystartował m.in. na memoriale Władysława Komara i Tadeusza Ślusarskiego w Międzyzdrojach, na mityngu w Warszawie oraz pierwszy raz w karierze na światowym finale lekkoatletycznym w Stuttgarcie, podczas którego zajął z wynikiem 20,13 siódmą lokatę. Sezon zakończył dwoma startami w Azji – 23 września był drugi z wynikiem 20,66 w Szanghaju, a 29 września z rezultatem 19,83 wygrał mityng w Nowym Delhi.

### 2007
Zimą 2007 Majewski startował w Rosji, Niemczech i Hiszpanii. 17 lutego na halowych mistrzostwach Polski zdobył srebrny medal, przegrywając z Jakubem Giżą. Mimo zakwalifikowania się do reprezentacji kraju na halowe mistrzostwa Europy, Majewski nie zdecydował się na start w Birmingham.
Na początku sezonu letniego startował m.in. w Kassel, Bydgoszczy, Warszawie i na zawodach superligi pucharu Europy w Monachium, gdzie był trzeci z rezultatem 19,93. 30 czerwca zdobył w Poznaniu złoty medal mistrzostw Polski seniorów. Przed sierpniowymi mistrzostwami świata wystąpił jeszcze trzykrotnie – w Zagrzebiu, Saragossie oraz Wattenscheid. Konkurs kulomiotów na mistrzostwach w Osace odbył się 25 sierpnia – w porannych eliminacjach Majewski uzyskał siódmy rezultat wśród startujących (20,25) i awansował do finału. W popołudniowym finale w pierwszej kolejce uzyskał wynik 20,35, drugą próbę miał nieważną, a najlepszy rezultat – 20,87 – uzyskał w ostatniej serii i ostatecznie zajął piąte miejsce. Po zawodach w Japonii Majewski wystartował już tylko dwukrotnie – 15 września wygrał mityng w Elstal oraz był drugi na zawodach Pedro’s Cup w Warszawie.

### 2008
18 stycznia w Nordhausen uzyskał wynik 20,01. Ponad miesiąc później pchnął w Spale na halowych mistrzostwach Polski 20,51. 7 marca na halowych mistrzostwach świata w eliminacjach uzyskał ósmy wynik (20,23), a w finale uzyskał w trzeciej próbie wynik 20,93, będący nowym halowym rekordem Polski oraz rezultatem, który pozwolił Polakowi zdobyć brązowy medal imprezy rozgrywanej w Luis Puig Palace w Walencji.
Sezon letni rozpoczął od zajęcia drugiego miejsca w zawodach World Athletics Tour 9 maja w Dosze (z wynikiem 20,71). 21 czerwca był drugi w superlidze pucharu Europy – pomiędzy startami w Katarze i Francji wygrał rywalizację na mityngach w Kędzierzynie-Koźlu i Moskwie oraz był drugi na memoriale Janusza Kusocińskiego w Warszawie. 4 lipca w Szczecinie sięgnął po złoto mistrzostw Polski seniorów. Przed igrzyskami olimpijskimi w Pekinie Majewski wygrał mityng w Madrycie, był trzeci w Londynie (wynikiem 20,97 poprawił rekord życiowy) oraz wygrał prestiżowe zawody Herculis w Monako. Po igrzyskach w Pekinie wygrał jeszcze zawody w Kawasaki, był drugi w Szanghaju i wygrał światowy finał lekkoatletyczny IAAF.

#### Letnie Igrzyska Olimpijskie 2008
Kulomioci rywalizowali w pierwszym dniu zawodów lekkoatletycznych na Stadionie Narodowym w Pekinie – eliminacje i finał pchnięcia kulą odbyły się 15 sierpnia.
W eliminacjach Majewski startował w grupie A – w pierwszej próbie uzyskał wynik 21,04 (minimum kwalifikacyjne wynosiło 20,40) i z najlepszym wynikiem wśród wszystkich startujących awansował do popołudniowego finału.
Finał pchnięcia kulą rozpoczął się o godzinie 21:00 czasu pekińskiego (UTC+8:00). Majewski na prowadzenie wysunął się już po pierwszej kolejce, w której osiągnął wynik 20,80. W drugiej serii lepsze od Polaka rezultaty uzyskała trójka zawodników – Christian Cantwell (20,98), Andrej Michniewicz (21,05) oraz Dylan Armstrong (21,04). W tej samej rundzie Majewski pchnął 20,47. W trzeciej kolejce Polak uzyskał wynik 21,21, a w kolejnej próbie poprawił się i wynikiem 21,51 ustanowił swój rekord życiowy. Żaden z rywali nie zdołał już poprawić swoich wyników i ostatecznie Majewski został mistrzem olimpijskim, srebro zdobył Amerykanin Cantwell, a brąz Białorusin Michniewicz.
Złoty medal Tomasza Majewskiego był pierwszym złotem reprezentacji Polski na igrzyskach w Pekinie, pierwszym medalem polskiego kulomiota na igrzyskach od wygrania przez Władysława Komara zawodów w 1972 w Monachium oraz sześćdziesiątym złotym medalem w historii startów Polaków na igrzyskach olimpijskich. Po igrzyskach sponsorem kulomiota został Polski Koncern Naftowy Orlen.
Poniższa tabela prezentuje start Tomasza Majewskiego podczas finału olimpijskiego w Pekinie.
| Zawody | 1 kolejka | 2 kolejka | 3 kolejka | 4 kolejka | 5 kolejka | 6 kolejka | Wynik | Miejsce    |
| ------ | --------- | --------- | --------- | --------- | --------- | --------- | ----- | ---------- |
| Pekin  | 20,80     | 20,47     | 21,21     | 21,51     | x         | 20,44     | 21,51 | 1. miejsce |

### 2009

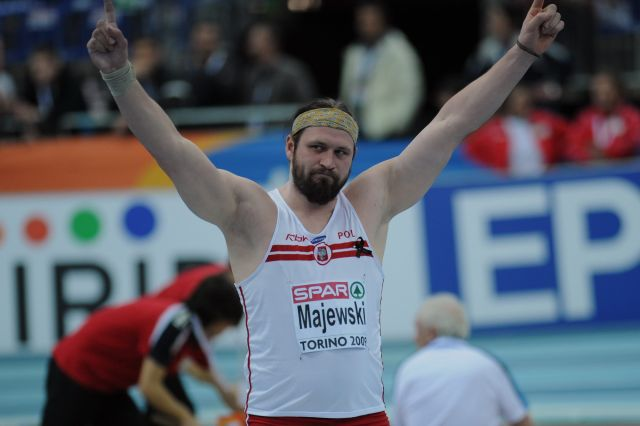
Tomasz Majewski po zdobyciu halowego mistrzostwa Europy w Turynie (2009)

Początkowo Majewski planował tylko kilka startów w hali, jednak nie zamierzał brać udziału w halowych mistrzostwach kontynentu w Turynie. Kulomiot uzyskał wynik lepszy od minimum Polskiego Związku Lekkiej Atletyki na tę imprezę, jednak od początku nie planował występu we Włoszech. 27 lutego wynikiem 21,10 ustanowił w Chemnitz nowy halowy rekord Polski i podjął decyzję o starcie w mistrzostwach Europy. W hali Oval Lingotto Majewski uzyskał wynik 21,02 i o 60 centymetrów pokonał drugiego w zawodach Francuza Yves’a Niaré.
Sezon letni rozpoczął od zajęcia drugiego miejsca z wynikiem 21,19 w zawodach Fanny Blankers-Koen Games 2009 w Hengelo. Tydzień później startował w Eugene (trzecie miejsce z wynikiem 21,26), a 10 czerwca wygrał mityng Enea Cup w Bydgoszczy. Kilkanaście dni później triumfował w pierwszej edycji superligi drużynowych mistrzostw Europy. W lipcu startował m.in. w Moskwie i Londynie. 25 lipca w Barcelonie rezultatem 21,64 poprawił rekord życiowy z igrzysk w Pekinie, a 30 lipca w Sztokholmie podczas mityngu DN Galan wynikiem 21,95 ustanowił nowy rekord Polski – poprzedni rekord wynosił 21,68 i został ustanowiony w 1983 roku przez Edwarda Sarula. Dzień później w Bydgoszczy, podczas mistrzostw Polski zdobył złoto z wynikiem 21,17. Podczas mistrzostw świata w Berlinie kulomioci rywalizowali 15 sierpnia. Majewski startował w eliminacjach w grupie A i osiągnął wynik 21,19 (minimum wynosiło 20,30) i z najlepszym wynikiem wśród startujących awansował do finału. Finał odbył się wieczorem – początek rywalizacji miał miejsce o godzinie 20:15. Rywalizacja o złoty medal toczyła się między Polakiem a Amerykaninem Christianem Cantwellem – po pierwszej kolejce na prowadzeniu był reprezentant USA, który uzyskał wynik 21,54, a Majewski był drugi z rezultatem 21,36. W czwartej próbie Polak uzyskał wynik 21,68 i wyszedł na prowadzenie w konkursie. W piątej serii Amerykanin pchnął 22,03 i został liderem – Majewski poprawił swój rezultat, pchając 21,91. W ostatniej kolejce polski zawodnik uzyskał 21,18, a Cantwell zrezygnował z próby i to on został mistrzem świata. Pojedynek Polaka z Christianem Cantwellem na stadionie olimpijskim został uznany przez amerykański portal Universal Sport pojedynkiem roku w lekkoatletyce. Po mistrzostwach Majewski wygrał zawody w Tallinnie (25 sierpnia), Krakowie (5 września) i Dubnicy nad Váhom (6 września). Sezon zakończył startami w Salonikach na światowym finale lekkoatletycznym IAAF (drugie miejsce z rezultatem 21,21) oraz w Szczecinie na mityngu Pedro’s Cup (druga lokata z wynikiem 20,91). Po zakończeniu sezonu wziął ślub.

### 2010
Sezon halowy rozpoczął 3 lutego od zajęcia drugiej pozycji w mityngu PSD Bank Meeting 2010 rozegranym w Düsseldorfie. 27 lutego zdobył – z wynikiem 19,99 – kolejny w karierze tytuł halowego mistrza Polski. Mimo bólu kręgosłupa podjął decyzję o starcie w halowych mistrzostwach świata. Podczas imprezy rozgrywanej w Katarze w eliminacjach (12 marca) osiągnął wynik 20,38, a dzień później z rezultatem 21,20 będącym nowym rekordem Polski w hali uplasował się na piątym miejscu. Konkurs w Aspire Dome w Dosze był pierwszym w 25-letniej historii halowych mistrzostw świata, w którym aż pięciu kulomiotów osiągnęło wynik ponad 21 metrów. Halowym mistrzem świata został w Katarze – trzeci raz w karierze – Amerykanin Christian Cantwell. Start w halowych mistrzostwach Majewski uznał za swoją największą porażkę w dotychczasowej karierze.
14 maja w Dosze wystartował pierwszy raz w sezonie letnim, zajmując w zawodach Qatar Athletic Super Grand Prix 2010 inaugurujących cykl Diamentowej Ligi IAAF piąte miejsce z wynikiem 20,39. W pierwszej części sezonu wystartował jeszcze w Tajpej, Oslo, Bydgoszczy, Warszawie i Rzymie przekraczając barierę 21 metrów tylko w stolicy Norwegii (21,12) i na mityngu Enea Cup (21,22). Na superlidze drużynowych mistrzostw Europy pełnił funkcję kapitana reprezentacji, a w konkursie kulomiotów zajął pierwsze miejsce. 8 lipca na stadionie w Bielsku-Białej zdobył swój kolejny złoty medal mistrzostw Polski seniorów, pchając na odległość 21,25. Po krajowym czempionacie Majewski kolejny raz wystartował dopiero 30 lipca w eliminacjach mistrzostw Europy w Barcelonie – z wynikiem 20,36 awansował do finału tej imprezy z trzecim rezultatem wśród startujących. Finał pchnięcia kulą na Estadi Olímpic Lluís Companys odbył się 31 lipca – Majewski po pchnięciu w pierwszej serii 20,66 prowadził w konkursie do drugiej kolejki, w której późniejszy zwycięzca Białorusin Andrej Michniewicz uzyskał wynik 21,01. Polak poprawił swój rezultat w drugiej serii, osiągając wynik 20,83, a w czwartej próbie oddał swoje najdłuższe pchnięcie na odległość 21,00 i ostatecznie przegrał złoto o centymetr z Michniewiczem. Srebrny medal mistrzostw Europy uznał za porażkę. Kilka dni po mistrzostwach, na mityngu DN Galan 2010 w Sztokholmie kulomiot uzyskał wynik 21,01. Ostatecznie po dyskwalifikacji Michniewicza w czerwcu 2013 roku za doping odzyskał złoty medal. W kolejnych startach – w Londynie, Zurychu i Berlinie – ponownie osiągał wyniki ponad 21 metrów. Swój najlepszy rezultat w sezonie – 21,44 – uzyskał 27 sierpnia na Memorial Van Damme 2010 w Brukseli. Mimo zdobycia wicemistrzostwa Europy początkowo miał nie wystąpić w zawodach pucharu interkontynentalnego w Splicie. Obok złotego medalisty z Barcelony w zawodach miał uczestniczyć Chorwat Nedžad Mulabegović, jednak ostatecznie Europę w pchnięciu kulą reprezentowało dwóch medalistów lipcowych mistrzostw kontynentu. Na stadionie Poljud Majewski uzyskał wynik 21,22 i zajął drugie miejsce, przegrywając z Amerykaninem Christianem Cantwellem (21,87) oraz pokonując mistrza Europy Michniewicza, który był trzeci (20,68). Po zakończeniu sezonu, jeszcze we wrześniu, przeszedł operację barku. Z kontuzją barku zmagał się już od 2009 roku. Po zabiegu zapowiedział, że w sezonie 2011 będzie chciał uzyskać wynik ponad 22 metry.

### 2011

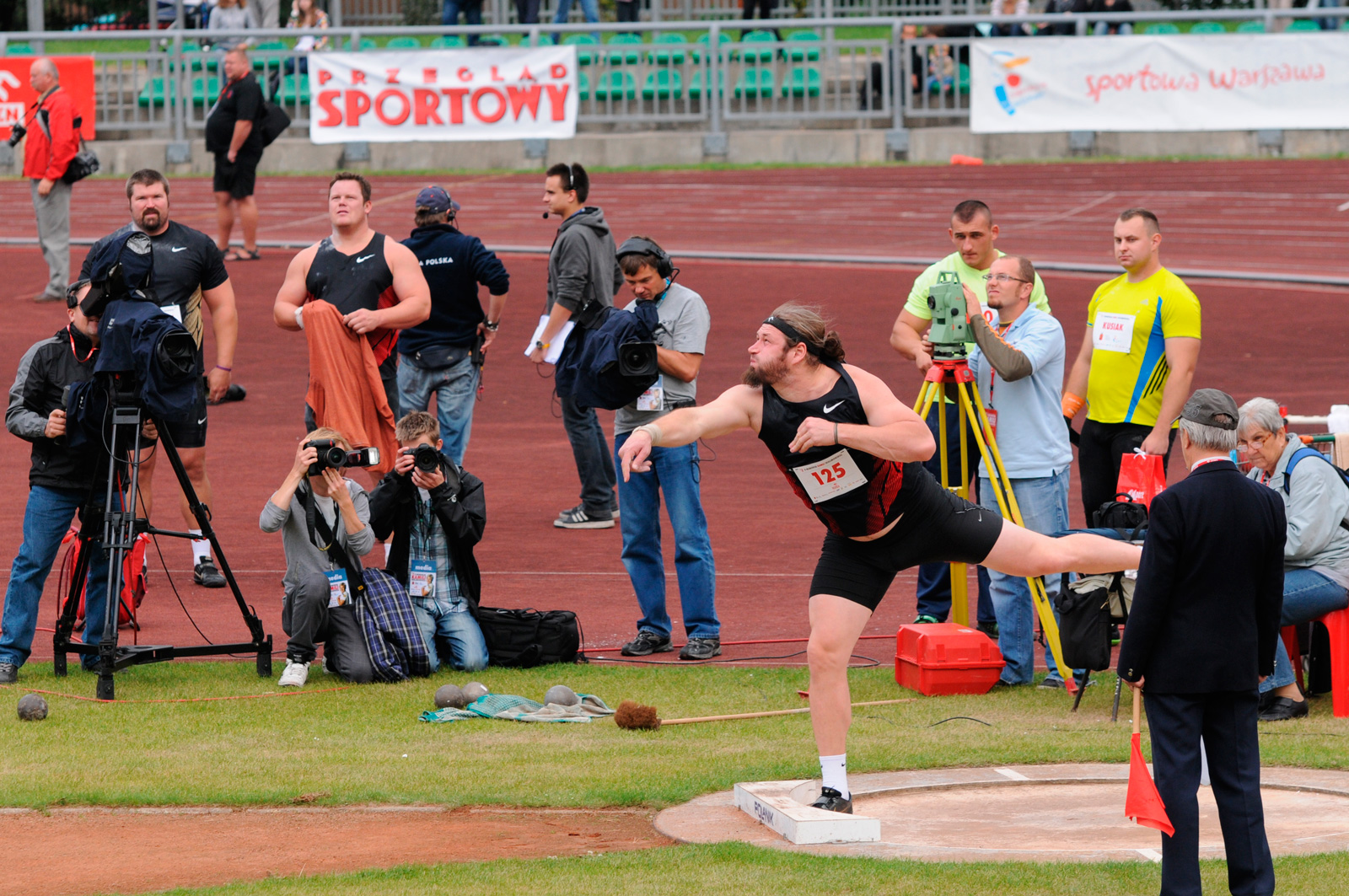
Tomasz Majewski podczas memoriału Kamili Skolimowskiej w Warszawie (2011)

Z powodu długiego okresu rehabilitacji był zmuszony opuścić sezon halowy – w związku z tym nie bronił w Paryżu zdobytego dwa lata wcześniej halowego mistrzostwa Europy.
Pierwszy raz w sezonie 2011 wystartował 6 maja na mityngu Qatar Athletic Super Grand Prix 2011 w Dosze, podczas którego był szósty z wynikiem 20,68. W swoim kolejnym starcie, na zawodach w Rzymie 26 maja, był drugi z rezultatem 21,20. Granicę 21 metrów przekraczał także w kolejnych startach: 28 maja w Hengelo (21,39), 4 czerwca w Eugene (21,14) oraz 12 czerwca na mityngu w Krakowie. Reprezentował Polskę na superlidze drużynowych mistrzostw Europy, pełniąc funkcję kapitana reprezentacji – w Sztokholmie zajął drugą lokatę z wynikiem 20,51 przegrywając jedynie z Niemcem Davidem Storlem. Po powrocie ze Szwecji zajął pierwsze miejsce na memoriale Janusza Kusocińskiego w Szczecinie. W kolejnych tygodniach występował w mityngach zagranicznych w Lozannie, Birmingham i Sztokholmie. Na mistrzostwach Polski, 11 sierpnia, zdobył dziewiąty z rzędu złoty medal. Dwa dni później uzyskał wynik 21,30 na mityngu w Gocie. Taki sam rezultat osiągnął w ostatnim starcie przed mistrzostwami świata na mityngu w Międzyzdrojach, który poświęcony jest pamięci Władysława Komara i Tadeusza Ślusarskiego. Podczas mistrzostw świata konkurs kulomiotów odbywał się 1 i 2 września. W eliminacjach Majewski uzyskał w pierwszej próbie rezultat 20,73 (minimum wynosiło 20,60) i z siódmym wynikiem awansował do finału. 2 września, w finale, Majewski spalił pierwszą próbę, w której kula poleciała na odległość ponad 21 metrów. Najlepszy wynik, jaki osiągnął w dwóch kolejnych seriach – 20,18 – pozwolił mu zająć dziewiąte miejsce. Po zakończeniu konkursu kulomiot powiedział dziennikarzom:

„Przepraszam wszystkich kibiców, przepraszam trenera, byłem tu przygotowany na mistrzostwo świata a spaprałem zawody. To moja stypa, a nie urodziny.

Mistrzem świata został Niemiec David Storl, który w ostatnim pchnięciu wyprzedził Kanadyjczyka Dylana Armstronga. W pierwszym starcie po powrocie do Europy, na mityngu w Zurychu 7 września, poprawił własny halowy rekord Polski, uzyskując wynik 21,38. We wrześniu wystartował jeszcze w Berlinie, Zagrzebiu, Brukseli i Bad Köstritz. Sezon zakończył startem na memoriale Kamili Skolimowskiej w Warszawie.

### 2012
Sezon halowy 2012 rozpoczął 20 stycznia od zajęcia z wynikiem 20,81 czwartego miejsca na mityngu w Nordhausen. W Niemczech uzyskał wynik lepszy od minimum na halowe mistrzostwa świata w Stambule – 8 lutego po mityngu Pedro’s Cup 2012 w Bydgoszczy podjął ostateczną decyzję o starcie w Turcji. 25 lutego w swoim 11 starcie w halowych mistrzostwach Polski seniorów zdobył siódmy złoty medal. Poprawiając (dwukrotnie) halowy rekord Polski (do 21,72) zdobył brązowy medal halowych mistrzostw świata.
Pod koniec kwietnia Majewski został ojcem – na świat przyszedł jego syn Mikołaj (tak samo na imię dał swojemu synowi Władysław Komar, mistrz olimpijski w pchnięciu kulą z 1972 roku).
W pierwszym starcie w sezonie letnim, 19 maja, Polak zajął drugie miejsce w mityngu w miejscowości Halle – zawodnik wynikiem 21,12 (seria: 20,69-x-x-21,12-x-20,98) wypełnił minimum Polskiego Związku Lekkiej Atletyki na igrzyska olimpijskie w Londynie i przegrał tylko z aktualnym mistrzem świata Niemcem Davidem Storlem (21,13). W czerwcu został ponownie mistrzem Polski oraz nie wystąpił – przygotowując się do igrzysk – w mistrzostwach Europy. W ostatnim starcie przed igrzyskami olimpijskimi, na 58. Memoriale Janusza Kusocińskiego, zwyciężył z wynikiem 21,04.
Podczas igrzysk olimpijskich w Londynie obronił mistrzostwo olimpijskie zwyciężając z wynikiem 21,89.
| Zawody | 1 kolejka | 2 kolejka | 3 kolejka | 4 kolejka | 5 kolejka | 6 kolejka | Wynik | Miejsce    |
| ------ | --------- | --------- | --------- | --------- | --------- | --------- | ----- | ---------- |
| Londyn | 21,19     | 21,72     | 21,87     | x         | 21,72     | 21,89     | 21,89 | 1. miejsce |

### 2013
2013 rok należał z powodów zdrowotnych do najtrudniejszych w karierze Tomasza Majewskiego. W sezonie halowym nie wystąpił ani razu. Podczas superligi drużynowych mistrzostw Europy w Gateshead zajął 2. miejsce z wynikiem 20,29 m. Start w mistrzostwach Polski w Toruniu przyniósł mu już 11 tytuł mistrzowski (20,69). W mistrzostwach świata w Moskwie był szósty z wynikiem 20,98 m, swoim najlepszym w sezonie. Wygrał również konkurs pchnięcia kulą podczas igrzysk frankofońskich w Nicei wynikiem 20,18 m.

### 2014
W hali Tomasz Majewski został po raz ósmy mistrzem Polski, tym razem z wynikiem 20,70 m. Podczas halowych mistrzostw świata w Sopocie uplasował się tuż za podium (21,04). Superliga drużynowych mistrzostw Europy w Brunszwiku przyniosła mu 2. miejsce (20,57), a mistrzostwa Polski w Szczecinie – 12. tytuł mistrzowski (20,29). Podczas mistrzostw Europy w Zurychu wywalczył brązowy medal (20,83). W Pucharze Interkontynentalnym w Marrakeszu zajął 5. miejsce (20,35). Najlepszy wynik sezonu – 21,04 m – uzyskał 7 czerwca w Szczecinie, podczas Memoriału Janusza Kusocińskiego.

### 2015
Tomasz Majewski nie startował w sezonie halowym. Latem wystąpił w siedemnastu konkursach, tylko w jednym nie przekraczając granicy 20 m. Podczas zawodów w Krakowie po raz 13. zdobył tytuł mistrza Polski (20,80 m). Reprezentował Polskę w DME w Czeboksarach, zajmując 2. miejsce za D. Storlem z wynikiem 20,12 m oraz w mistrzostwach świata w Pekinie, gdzie 23 sierpnia zajął 6. miejsce z najlepszym swoim wynikiem sezonu – 20,82 m. Sezon zakończył 13 września w Warszawie podczas Memoriału Kamili Skolimowskiej, zajmując w konkursie pchnięcia kulą 2. miejsce z wynikiem 20,32 m.

### 2016
W pięciu startach halowych Majewski nie uzyskał minimum 20,50 m, uprawniającego go do startu w halowych MŚ w Portlandzie. W halowych MP w Toruniu zdobył brązowy medal (20,33). Najlepszy wynik sezonu halowego – 20,41 m uzyskał również w Toruniu, 12 lutego. W sezonie letnim wystąpił w 16 konkursach. Zdobył m.in. brązowy medal mistrzostw Polski w Bydgoszczy (20,44) i zajął 6. miejsce w igrzyskach olimpijskich w Rio de Janeiro, czwartych w swej karierze (20,72). Był tam najlepszym z Polaków i Europejczyków. Wcześniej zdecydował się na opuszczenie mistrzostw Europy w Amsterdamie, by lepiej przygotować się do swojego ostatniego olimpijskiego startu. Najlepszy wynik sezonu, 21,08 m, uzyskał podczas Memoriału Kamili Skolimowskiej w Warszawie, 28 sierpnia 2016 r. Było to jego pożegnanie z krajową publicznością. W klasyfikacji Diamentowej Ligi zajął 5. miejsce ex aequo ze swym krajowym następcą, Konradem Bukowieckim. 5 września 2016 r. w Zagrzebiu, w ostatnim swoim konkursie w karierze, zajął 7. miejsce z wynikiem 20,24 m.

## Po karierze

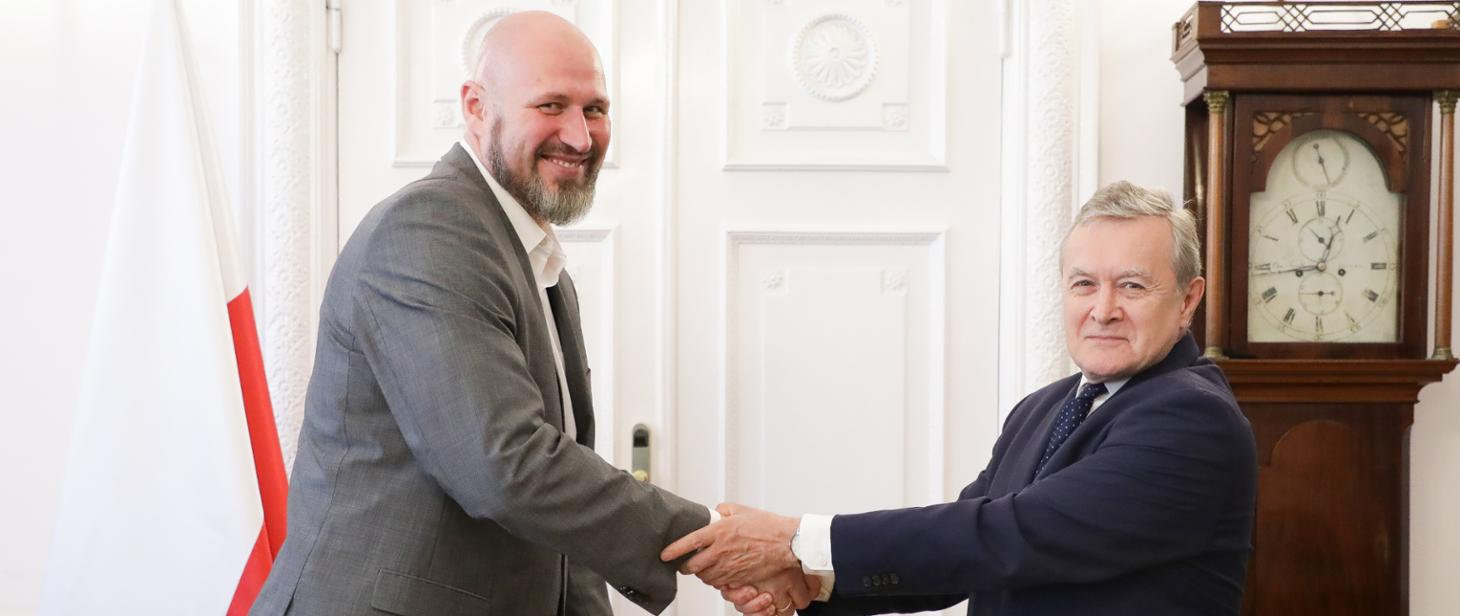
Tomasz Majewski, Piotr Gliński (2021)

Po zakończeniu czynnej kariery sportowej, Tomasz Majewski w 2016 został wiceprezesem Polskiego Związku Lekkiej Atletyki.

## Osiągnięcia

### Międzynarodowe

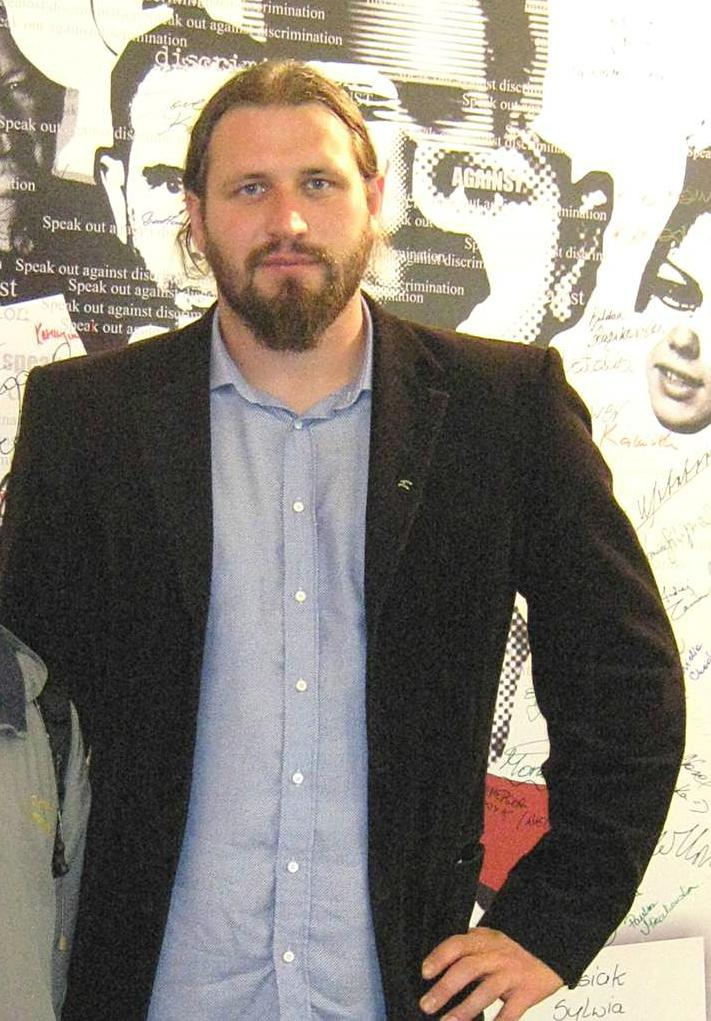
Tomasz Majewski w 2009

| Rok  | Impreza                                 | Miejsce        | Pozycja           | Wynik | Źródło          |
| ---- | --------------------------------------- | -------------- | ----------------- | ----- | --------------- |
| 2003 | Superliga pucharu Europy                | Florencja      | 4. miejsce        | 20,09 | [ 7 ]           |
| 2003 | Młodzieżowe mistrzostwa Europy          | Bydgoszcz      | 4. miejsce        | 19,92 | [ 27 ]          |
| 2003 | Uniwersjada                             | Daegu          | 5. miejsce        | 19,90 | [ 7 ]           |
| 2004 | Halowe mistrzostwa świata               | Budapeszt      | 4. miejsce        | 20,83 | [ 17 ] [ 30 ]   |
| 2004 | Superliga pucharu Europy                | Bydgoszcz      | 4. miejsce        | 19,90 | [ 128 ]         |
| 2004 | Igrzyska olimpijskie                    | Ateny/Olimpia  | el. – 18. miejsce | 19,55 | [ 3 ]           |
| 2005 | Halowe mistrzostwa Europy               | Madryt         | el. – 10. miejsce | 19,57 | [ 33 ]          |
| 2005 | Superliga pucharu Europy                | Florencja      | 4. miejsce        | 20,13 | [ 129 ]         |
| 2005 | Mistrzostwa świata                      | Helsinki       | 7. miejsce        | 20,23 | [ 35 ]          |
| 2005 | Uniwersjada                             | Izmir          | 1. miejsce        | 20,60 | [ 8 ]           |
| 2005 | DécaNation                              | Paryż          | 1. miejsce        | 20,45 | [ 130 ]         |
| 2006 | Halowy puchar Europy                    | Liévin         | 1. miejsce        | 20,60 | [ 131 ]         |
| 2006 | Halowe mistrzostwa świata               | Moskwa         | 6. miejsce        | 20,07 | [ 38 ] [ 132 ]  |
| 2006 | Zimowy puchar Europy w rzutach          | Tel Awiw       | 3. miejsce        | 20,26 | [ 133 ]         |
| 2006 | Superliga pucharu Europy                | Malaga         | 6. miejsce        | 19,83 | [ 7 ]           |
| 2006 | Mistrzostwa Europy                      | Göteborg       | 6. miejsce        | 19,85 | [ 40 ] [ 42 ]   |
| 2006 | Światowy finał lekkoatletyczny IAAF     | Stuttgart      | 7. miejsce        | 20,13 | [ 7 ]           |
| 2007 | Superliga pucharu Europy                | Monachium      | 3. miejsce        | 19,93 | [ 7 ]           |
| 2007 | Mistrzostwa świata                      | Osaka          | 5. miejsce        | 20,87 | [ 17 ]          |
| 2008 | Halowe mistrzostwa świata               | Walencja       | 3. miejsce        | 20,93 | [ 134 ]         |
| 2008 | Superliga pucharu Europy                | Annecy         | 2. miejsce        | 20,32 | [ 7 ]           |
| 2008 | Igrzyska olimpijskie                    | Pekin          | 1. miejsce        | 21,51 | [ 4 ]           |
| 2008 | Światowy finał lekkoatletyczny IAAF     | Stuttgart      | 1. miejsce        | 20,88 | [ 7 ]           |
| 2009 | Halowe mistrzostwa Europy               | Turyn          | 1. miejsce        | 21,02 | [ 66 ]          |
| 2009 | Superliga drużynowych mistrzostw Europy | Leiria         | 1. miejsce        | 20,81 | [ 70 ]          |
| 2009 | Mistrzostwa świata                      | Berlin         | 2. miejsce        | 21,91 | [ 76 ]          |
| 2009 | Światowy finał lekkoatletyczny IAAF     | Saloniki       | 2. miejsce        | 21,21 | [ 78 ]          |
| 2010 | Halowe mistrzostwa świata               | Doha           | 5. miejsce        | 21,20 | [ 83 ] [ 135 ]  |
| 2010 | Superliga drużynowych mistrzostw Europy | Bergen         | 1. miejsce        | 20,63 | [ 87 ]          |
| 2010 | Mistrzostwa Europy                      | Barcelona      | 1. miejsce*       | 21,00 | [ 89 ]          |
| 2010 | Puchar interkontynentalny               | Split          | 2. miejsce        | 21,22 | [ 93 ]          |
| 2011 | Superliga drużynowych mistrzostw Europy | Sztokholm      | 2. miejsce        | 20,51 | [ 103 ]         |
| 2011 | Mistrzostwa świata                      | Daegu          | 9. miejsce        | 20,18 | [ 110 ]         |
| 2012 | Halowe mistrzostwa świata               | Stambuł        | 3. miejsce        | 21,72 | [ 117 ]         |
| 2012 | Igrzyska olimpijskie                    | Londyn         | 1. miejsce        | 21,89 | [ 136 ]         |
| 2013 | Superliga drużynowych mistrzostw Europy | Gateshead      | 2. miejsce        | 20,29 | [ 137 ]         |
| 2013 | Mistrzostwa świata                      | Moskwa         | 6. miejsce        | 20,98 | [ 138 ]         |
| 2013 | Igrzyska frankofońskie                  | Nicea          | 1. miejsce        | 20,18 | [ 139 ]         |
| 2014 | Halowe mistrzostwa świata               | Sopot          | 4. miejsce        | 21,04 | [ 140 ]         |
| 2014 | Superliga drużynowych mistrzostw Europy | Brunszwik      | 2. miejsce        | 20,57 |                 |
| 2014 | Mistrzostwa Europy                      | Zurych         | 3. miejsce        | 20,83 | [ 141 ] [ 142 ] |
| 2014 | Puchar interkontynentalny               | Marrakesz      | 5. miejsce        | 20,35 |                 |
| 2015 | Superliga drużynowych mistrzostw Europy | Czeboksary     | 2. miejsce        | 20,23 |                 |
| 2015 | Mistrzostwa świata                      | Pekin          | 6. miejsce        | 20,82 |                 |
| 2016 | Igrzyska olimpijskie                    | Rio de Janeiro | 6. miejsce        | 20,72 | [ 6 ]           |

- Pierwsze miejsce przyznane po dyskwalifikacji Andreja Michniewicza w 2013 roku.

## Ranking Track and Field News[143]
| Rok  | Pozycja     |
| ---- | ----------- |
| 2006 | 10. miejsce |
| 2007 | 7. miejsce  |
| 2008 | 1. miejsce  |
| 2009 | 2. miejsce  |
| 2010 | 4. miejsce  |
| 2011 | 7. miejsce  |
| 2012 | 2. miejsce  |
| 2013 | 6. miejsce  |
| 2014 | 6. miejsce  |
| 2015 | 9. miejsce  |
| 2016 | 8. miejsce  |

### Mistrzostwa Polski

#### Stadion
Tomasz Majewski w latach 2000–2016 szesnaście razy startował w wąskim finale mistrzostw Polski seniorów. W klasyfikacji medalowej wszech czasów mistrzostw Polski kulomiotów zajmuje drugie miejsce z trzynastoma złotymi medalami. Sportowiec stawał także na podium mistrzostw Polski juniorów (także w hali) oraz dwukrotnie był medalistą mistrzostw kraju w kategorii młodzieżowców (2002 i 2003).

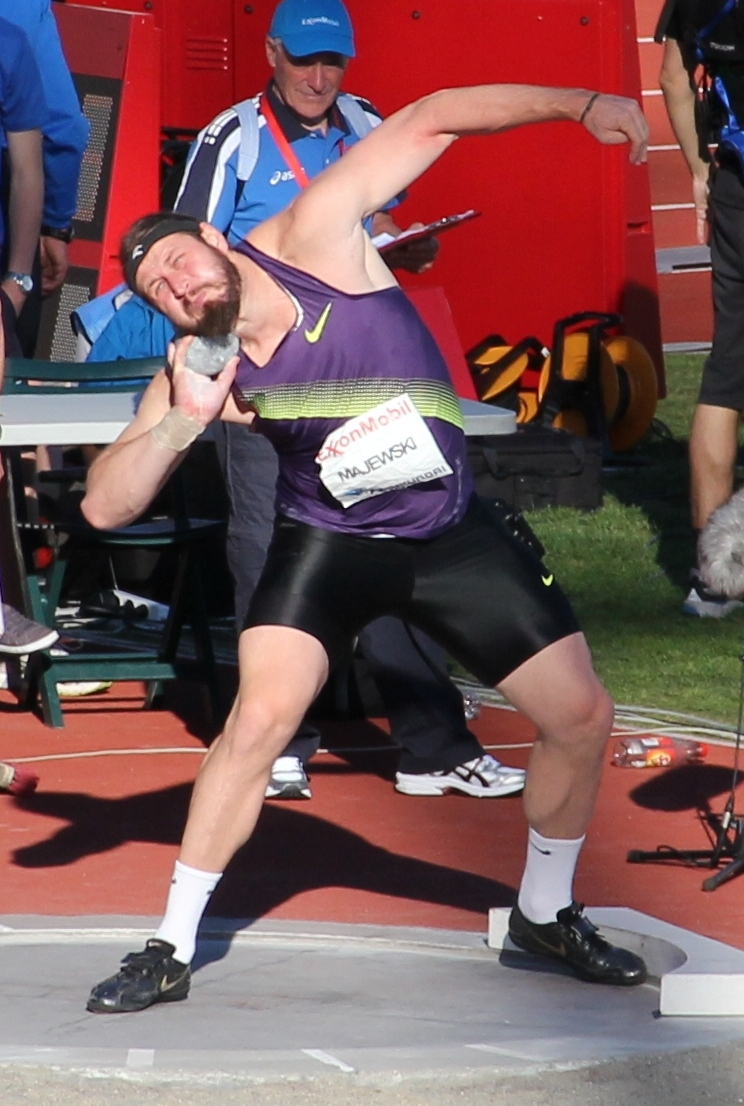
Tomasz Majewski podczas mityngu Bislett Games 2010 w Oslo

| Mistrzostwa Polski  | Pozycja    | Wynik |
| ------------------- | ---------- | ----- |
| Kraków 2000         | 7. miejsce | 16,72 |
| Bydgoszcz 2001      | 6. miejsce | 17,83 |
| Szczecin 2002       | 1. miejsce | 19,33 |
| Bielsko-Biała 2003  | 1. miejsce | 19,63 |
| Bydgoszcz 2004      | 1. miejsce | 20,21 |
| Biała Podlaska 2005 | 1. miejsce | 20,13 |
| Poznań 2007         | 1. miejsce | 20,07 |
| Szczecin 2008       | 1. miejsce | 20,50 |
| Bydgoszcz 2009      | 1. miejsce | 21,17 |
| Bielsko-Biała 2010  | 1. miejsce | 21,25 |
| Bydgoszcz 2011      | 1. miejsce | 20,94 |
| Bielsko-Biała 2012  | 1. miejsce | 21,07 |
| Toruń 2013          | 1. miejsce | 20,69 |
| Szczecin 2014       | 1. miejsce | 20,29 |
| Kraków 2015         | 1. miejsce | 20,80 |
| Bydgoszcz 2016      | 3. miejsce | 20,43 |

#### Hala
W czasie swojej kariery kulomiot jedenaście razy zdobywał medale halowych mistrzostw Polski seniorów – ma ich w dorobku osiem złotych, dwa srebrne i jeden brązowy. W tabeli medalowej wszech czasów halowych mistrzostw zajmuje drugie miejsce.
| Mistrzostwa Polski | Pozycja    | Wynik |
| ------------------ | ---------- | ----- |
| Spała 2001         | 6. miejsce | 17,61 |
| Spała 2002         | 5. miejsce | 18,07 |
| Spała 2003         | 2. miejsce | 19,15 |
| Spała 2004         | 1. miejsce | 20,01 |
| Spała 2005         | 1. miejsce | 19,80 |
| Spała 2006         | 1. miejsce | 20,01 |
| Spała 2007         | 2. miejsce | 19,69 |
| Spała 2008         | 1. miejsce | 20,51 |
| Spała 2009         | 1. miejsce | 20,47 |
| Spała 2010         | 1. miejsce | 19,99 |
| Spała 2012         | 1. miejsce | 21,05 |
| Sopot 2014         | 1. miejsce | 20,70 |
| Toruń 2016         | 3. miejsce | 20,33 |

## Progresja wyników
| Rok  | Wiek    | Wynik | Miejsce   | Data                | Wynik na świecie |
| ---- | ------- | ----- | --------- | ------------------- | ---------------- |
| 1998 | 17 lat  | 12,91 | Sopot     | 5 września(dts) br  |                  |
| 1999 | 18 lat  | 15,77 | Białystok | 20 lipca(dts) br    |                  |
| 2000 | 19 lat  | 17,77 | Białystok | 1 września(dts) br  |                  |
| 2001 | 20 lat  | 18,34 | Warszawa  | 17 czerwca(dts) br  |                  |
| 2002 | 21 lat  | 19,33 | Szczecin  | 20 lipca(dts) br    | 74               |
| 2003 | 22 lata | 20,09 | Florencja | 21 czerwca(dts) br  | 36               |
| 2004 | 23 lata | 20,52 | Mińsk     | 31 lipca(dts) br    | 27               |
| 2005 | 24 lata | 20,64 | Poznań    | 31 lipca(dts) br    | 18               |
| 2006 | 25 lat  | 20,66 | Szanghaj  | 23 września(dts) br | 18               |
| 2007 | 26 lat  | 20,87 | Osaka     | 25 sierpnia(dts) br | 9                |
| 2008 | 27 lat  | 21,51 | Pekin     | 15 sierpnia(dts) br | 5                |
| 2009 | 28 lat  | 21,95 | Sztokholm | 30 lipca(dts) br    | 2                |
| 2010 | 29 lat  | 21,44 | Bruksela  | 27 sierpnia(dts) br | 8                |
| 2011 | 30 lat  | 21,60 | Sztokholm | 28 lipca(dts) br    | 8                |
| 2012 | 31 lat  | 21,89 | Londyn    | 3 sierpnia(dts) br  | 3                |
| 2013 | 32 lata | 20,98 | Moskwa    | 16 sierpnia(dts) br | 11=              |
| 2014 | 33 lata | 21,04 | Szczecin  | 7 czerwca(dts) br   | 14               |
| 2015 | 34 lata | 20,82 | Pekin     | 15 sierpnia(dts) br | 16               |

| Rok  | Wiek    | Wynik | Miejsce   | Data                | Wynik na świecie |
| ---- | ------- | ----- | --------- | ------------------- | ---------------- |
| 1999 | 18 lat  | 15,51 | Spała     | 24 stycznia(dts) br |                  |
| 2001 | 20 lat  | 17,61 | Spała     | 25 lutego(dts) br   |                  |
| 2002 | 21 lat  | 18,07 | Spała     | 17 lutego(dts) br   |                  |
| 2003 | 22 lata | 19,15 | Spała     | 2 marca(dts) br     | 49               |
| 2004 | 23 lata | 20,83 | Budapeszt | 7 marca(dts) br     | 6                |
| 2005 | 24 lata | 19,87 | Warszawa  | 12 lutego(dts) br   | 20               |
| 2006 | 25 lat  | 20,60 | Liévin    | 5 marca(dts) br     | 12               |
| 2007 | 26 lat  | 19,86 | Chemnitz  | 23 lutego(dts) br   | 27               |
| 2008 | 27 lat  | 20,93 | Walencja  | 7 marca(dts) br     | 6                |
| 2009 | 28 lat  | 21,10 | Chemnitz  | 27 lutego(dts) br   | 2                |
| 2010 | 29 lat  | 21,20 | Doha      | 13 marca(dts) br    | 6                |
| 2012 | 31 lat  | 21,72 | Stambuł   | 9 marca(dts) br     | 4                |
| 2013 | 32 lata | 20,81 | Zurych    | 28 sierpnia(dts) br | 9                |
| 2014 | 33 lata | 21,04 | Sopot     | 9 marca(dts) br     | 7=               |
| 2016 | 34 lata | 20,41 | Toruń     | 12 lutego(dts) br   | 23               |

## Rekordy

### Rekordy życiowe
|         | Rezultat | Data               | Miejsce   | Zawody                                         | Źródła  |
| ------- | -------- | ------------------ | --------- | ---------------------------------------------- | ------- |
| stadion | 21,95    | 30 lipca 2009(dts) | Sztokholm | DN Galan 2009                                  | [ 146 ] |
| hala    | 21,72    | 9 marca 2012(dts)  | Stambuł   | Halowe Mistrzostwa Świata w Lekkoatletyce 2012 |         |

## Odznaczenia i wyróżnienia
8 października 2008 odznaczony Krzyżem Kawalerskim Orderu Odrodzenia Polski, 2 września 2009 wyróżniony Krzyżem Oficerskim Orderu Odrodzenia Polski, a 11 listopada 2017 otrzymał Krzyż Komandorski Orderu Odrodzenia Polski. Jest laureatem Wielkiej Honorowej Nagrody Sportowej za 2012 rok. Został wyróżniony Superczempionem w 82. Plebiscycie "Przeglądu Sportowego" i Telewizji Polskiej na Najlepszego Sportowca Polski 2016.